# Cratere Melusine
Melusine è un cratere sulla superficie di Ariel.